# Aeroportul Honningsvåg
Aeroportul Honningsvåg (IATA: HVG, ICAO: ENHV) este un aeroport din Comuna Nordkapp, Finnmark, Norvegia ce deservește zona Honningsvåg. Aeroportul a fost tranzitat în 2022 de 23.728 de pasageri. A fost deschis în 1977 și numit după zona deservită.
Situat la o altitudine de 13 m, aeroportul dispune de 1 pistă. Este operat de Avinor⁠(d).

## Infrastructură

### Piste
Aeroportul dispune de o singură pistă. Pista are orientarea 08/26. 